# Nyjah Huston
Nyjah Huston (* 30. November 1994 in Davis, Kalifornien) ist ein US-amerikanischer Skateboarder. Mit 15 Goldmedaillen bei X-Games seit 2011 und sechs Weltmeistertiteln ist er einer der historisch erfolgreichsten Vertreter seiner Sportart. Bei den Olympischen Spielen 2024 gewann er eine Bronzemedaille.

## Laufbahn
Im Alter von vier Jahren begann Huston mit dem Skateboarden, beeinflusst von seinem Vater, der als junger Mann die Sportart selbst ausgeübt hatte. 2004 kauften seine Eltern einen eigenen Skatepark, in dem Nyjah gemeinsam mit seinem Vater Adeyemi Huston nahezu täglich trainierte. Früh gelangen ihm erste Erfolge: Mit zehn Jahren gewann er gegen deutlich ältere Konkurrenz den renommierten Amateurwettkampf Tampa Am 2005; ein Jahr später wurde er zum bis dahin jüngsten Profi-Skateboarder und verdiente bei den Wettbewerben der Dew Tour erste Preisgelder in Höhe von mehr als 25.000 US-Dollar. Gesponsert von dem Skateboardhersteller Element nahm er 2006 zum ersten Mal an den X-Games teil und belegte im Street Skateboarding den achten Rang unter neunzehn Teilnehmern.
2006 zog die Familie nach Puerto Rico. Huston verbrachte die folgenden Jahre bis 2010 weitgehend isoliert von der Skateboard-Szene und reiste mit seinem Vater nur vereinzelt zu Wettkämpfen. Weil er seinen vertraglichen Verpflichtungen nicht nachkommen konnte, verlor er 2009 die finanzielle Unterstützung von Element, woraufhin sein Vater die kurzlebige eigene Skateboardfirma I&I Skateboards gründete. Im August 2009 gewann Huston bei den X-Games in Los Angeles die Silbermedaille hinter Paul Rodriguez. 2010 – mittlerweile nach Kalifornien zurückgekehrt – wiederholte er dieses Ergebnis und gewann wenige Wochen später den ersten Wettbewerb der von Rob Dyrdek gegründeten Wettkampfserie Street League Skateboarding (SLS) in Glendale, Arizona. Vor dem Hintergrund, dass seine Familie zu diesem Zeitpunkt zahlungsunfähig war, sah Huston den Sieg bei der Street League (mit dem damit verbundenen Preisgeld von 150.000 US-Dollar) als entscheidenden Moment seiner Laufbahn. Im Januar 2011 nahm ihn Element erneut unter Vertrag.
In den 2010er-Jahren wurde Huston zur prägenden Figur der internationalen Skateboard-Street-Szene. Bei den X-Games gewann er zwischen 2011 und 2019 zwölf Goldmedaillen, von den ersten 21 Street-League-Wettbewerben entschied er 15 für sich. Hinzu kamen mehrere Weltmeistertitel – der erste 2014 bei einem im Rahmen der SLS ausgetragenen Super-Crown-Event, später zwischen 2017 und 2019 drei in Serie. Dank seiner Erfolge galt Huston bereits 2013 im Alter von 18 Jahren als der Skateboarder, der in der Geschichte der Sportart das meiste Preisgeld verdient hatte. Zu seinen stärksten Konkurrenten gehörten Mitte der 2010er-Jahre unter anderem der Brasilianer Luan Oliveira und Shane O’Neill aus Australien. Bei den X-Games 2019 in Minneapolis wurde Huston im Street-Wettkampf vom Japaner Yūto Horigome geschlagen, gewann aber dafür zum ersten Mal den Titel in der Kategorie Street Best Trick. Er galt vor der Skateboard-Olympiapremiere im Juli 2021 neben Horigome als Goldfavorit, stürzte aber im Finale viermal in Folge und belegte beim Olympiasieg des Japaners den siebten Rang.
Im Juli 2022 gewann Huston vor Aurélien Giraud das World Skate Street Skateboarding in Rom, das zugleich die erste Qualifikationsveranstaltung für die Olympischen Spiele 2024 war. Nach einer Wettkampfpause von August 2022 bis März 2023 wegen eines Kreuzbandrisses im rechten Knie – seiner ersten ernsthaften Verletzung – entschied Huston im Juni 2023 erneut das Turnier in Rom für sich und erzielte auch die höchste Punktzahl bei der World-Skate-Tour-Veranstaltung in Lausanne drei Monate später. Ende Juni 2024 gewann er bei den X-Games in Ventura zwei Goldmedaillen (Street sowie Street Best Trick). Mit insgesamt 15 X-Games-Erfolgen stellte er die Bestmarke von Shaun White sowie Garrett Reynolds ein und übertraf Bob Burnquist als erfolgreichsten Skateboarder in der Geschichte der Veranstaltung. Bei den Olympischen Spielen 2024 in Paris stand Huston im Finale als Trick unter anderem einen „nollie heelflip noseblunt“ und platzierte sich hinter Titelverteidiger Horigome und Jagger Eaton auf dem Bronzerang im Street-Wettbewerb.

## Persönliches
Nyjah Huston wuchs mit drei Brüdern und einer Schwester in einer streng von der Rastafari-Bewegung beeinflussten Familie in Kalifornien auf: Er wurde vegan erzogen, durfte ausschließlich Reggae hören und seine Dreadlocks nicht abschneiden. 2006 zog die Familie auf Veranlassung von Hustons Vater Adeyemi nach Puerto Rico, wo sie zwischenzeitlich auf einem abgelegenen Bauernhof in den Bergen lebten. Huston erhielt von seiner Mutter Kelle Hausunterricht und hatte keine sozialen Kontakte außerhalb der Familie. 2008 trennten sich Hustons Eltern. Während seine vier Geschwister mit der Mutter wieder nach Kalifornien zogen, musste Nyjah Huston zunächst bei seinem Vater – der zugleich sein Manager war – in Puerto Rico bleiben. 2010 erstritt seine Mutter gerichtlich das Sorgerecht für Huston und er kehrte ebenfalls nach Kalifornien zurück. In der Folge emanzipierte er sich von seinem Vater und der Rastafari-Bewegung und schnitt unter anderem symbolisch mit 16 Jahren seine Dreadlocks ab. 2021 sagte Huston, er habe seinen Vater seit sieben Jahren nicht mehr gesehen und es habe keine wirkliche Aussprache zwischen den beiden gegeben. Adeyemi Huston hält nach Aussage seines Sohnes weiterhin Videomaterial aus Nyjah Hustons Jugend zurück.
Gemeinsam mit seiner Mutter gründete Huston die Non-Profit-Organisation Let It Flow, die sich für die Instandhaltung von Brunnen und eine bessere Versorgung mit Trinkwasser in ärmeren Ländern, insbesondere in Afrika, einsetzt.

## Öffentliche Wahrnehmung
Die mediale Rezeption Hustons reicht über seine Wettkampferfolge heraus. In mehreren Titeln der Videospielreihe Tony Hawk’s ist er einer der spielbaren Charaktere. Zudem veröffentlichte er mehrere Videoparts, in denen er seine Tricks präsentierte. Das 2011 von Element produzierte und auf iTunes veröffentlichte Rise & Shine gewann den vom Magazin TransWorld Skateboarding verliehenen Preis als bester Videopart. Später folgten das von DC Shoes produzierte Nyjah – Fade to Black (2014) und das von Nike Skateboarding produzierte Til Death (2018). Nike vermarktet zudem sogenannte Signature Shoes mit Hustons Namen.
Von Teilen der Skateboard-Szene erfuhr Huston Abneigung und wurde teilweise bei Wettbewerben ausgebuht, da er als „zu geldgierig“ (im Original: „too serious, too mercenary“) angesehen wurde. Mit 18 Jahren kaufte er ein zweieinhalb Millionen US-Dollar teures Haus in San Juan Capistrano, in dem er regelmäßig über Tage hinweg mit mehreren hundert Personen feierte, und sich damit den Unmut der Nachbarschaft zuzog. 2018 verkaufte er dieses Haus und zog nach Laguna Beach. Im Juni 2013 sagte Huston in einem Interview mit dem Magazin Thrasher, Skateboarden sei „absolut nicht“ für Mädchen geeignet. Nach deutlicher Kritik von aktiven Skateboarderinnen entschuldigte er sich öffentlich für die Äußerung.
Im Vorfeld der olympischen Skateboard-Premiere bei den Spielen von Tokio im Sommer 2021 wurde Huston als „bekanntestes Gesicht in der Welt des Skateboardens“ bezeichnet. Zu diesem Zeitpunkt hatte er knapp fünf Millionen Follower auf Instagram und übertraf damit auch die Zahlen anderer US-Sportstars wie Michael Phelps und Lindsey Vonn deutlich. Für die New York Times schrieb John Branch, Nyjah Huston habe eine Bekanntheit erreicht, in der allein die Nennung seines Vornamens ausreichen würde, um ihn zu erkennen, was ihn in eine Reihe mit „LeBron [James], Tiger [Woods] und Serena [Williams]“ stelle.